# 橡樹村 (加利福尼亞州)
橡樹村（英語：Oak Tree Village）是位於美國加利福尼亞州埃爾多拉多縣的一個非建制地區。該地的面積和人口皆未知。

## 地理
橡樹村的座標為38°42′25″N 121°04′31″W / 38.70694°N 121.07528°W，而該地的平均海拔高度為197米（即646英尺）。